# 好預兆 (影集)
《好預兆》（英語：Good Omens）是一部美英合拍的迷你剧，基于泰瑞·普莱契和尼尔·盖曼创作的1990年同名小說改编而成。此剧由亞馬遜影業和BBC製片室联合制作。由大卫·田纳特、米高·辛、安卓·亞霍娜、米蘭達·李察遜、杰克·怀特霍尔、乔·汉姆以及配音法蘭西絲·麥朵曼联袂主演。
此剧六集于2019年5月31日首次在亞馬遜影片播出，并将在稍后的时间里在BBC Two按周播出。

## 劇情
故事背景設定於2018年，講述的是惡魔克勞利和天使亞茨拉斐爾決定聯手尋找撒旦之子，以應對即將到來的末日危機。
第二季的故事設定在末日危機解決後4年，克勞利和亞茨拉斐爾脫離了各自所屬的天堂與地獄，在地球過著自在的生活，直到一天全裸而失憶的加百列出現在亞茨拉斐爾的書店門前，他們要一面避開天堂和地獄雙方的追捕一面解開加百列帶來的謎團。

## 主要演员
- 大卫·田纳特饰演克羅里（Crowley）：一个从创世纪之初就在地球上生活的恶魔。他的本名叫做“Crawly”，他诱惑了夏娃偷吃树上的禁果，致使夏娃和亚当被赶出了伊甸园。 原本也是天使，卻因為對於上帝有太多問題，最終參加反抗，成為惡魔。
- 米高·辛饰演亚茨拉斐尔（Aziraphale）：一个从创世纪之初就生活在地球上的天使。他本是手持烈焰剑的伊甸园东门守卫天使。他热爱人类的美食，热爱稀有書籍的他在伦敦拥有的一家旧书店。曾經因為克羅里的誘惑而食用人類食物，後續和克羅里有無數次合作。
- 山姆·泰勒·巴克（英语：Sam Taylor Buck）饰演亚当·杨（Adam Young）：撒旦之子，在剧集的一开始被错误的送到了杨家。
- 乔·汉姆饰演大天使长加百列：天堂军队的领军者。大天使长加百列在原著中只被提到了一次，但他的角色和戏份在《好兆头》剧集中得到了拓展。在小说中，天堂的领军者是梅塔特隆。在第二季一開場以失憶的狀態出現在倫敦，帶來了第二季最大的謎團。
- 法蘭絲·麥杜雯为上帝配音：在本剧中负责旁白。
- 杰克·怀特霍尔（英语：Jack Whitehall）饰演牛顿·帕西法（Newton Pulsifer）：女巫猎人的后裔，他的祖先烧死了安娜斯玛的祖先。而他与安娜斯玛合作阻止了世界末日的到来。
- 安卓·亞霍娜饰演安娜斯玛·礼祁（Anathema Device）：艾格尼丝·风子的后裔。她和牛顿一起帮助克劳利和亚茨拉斐尔阻止了世界末日。
- 迈克尔·麦基恩饰演巫师猎人中士沙德维尔（Shadwell）：巫师猎人军团的最后一名成员。
- 米兰达·理查森饰演特雷西夫人（Madame Tracy）：兼职灵媒和妓女。第二季米蘭達亦有參演，但演出另一角色。

## 劇集
| 集數 | 標題                                         | 導演            | 編劇      | 上線日期      |
| ---- | -------------------------------------------- | --------------- | --------- | ------------- |
| 1    | In the Beginning                             | 道格拉斯·麥金農 | 尼尔·盖曼 | 2019年5月31日 |
| 2    | The Book                                     | 道格拉斯·麥金農 | 尼尔·盖曼 | 2019年5月31日 |
| 3    | Hard Times                                   | 道格拉斯·麥金農 | 尼尔·盖曼 | 2019年5月31日 |
| 4    | Saturday Morning Funtime                     | 道格拉斯·麥金農 | 尼尔·盖曼 | 2019年5月31日 |
| 5    | The Doomsday Option                          | 道格拉斯·麥金農 | 尼尔·盖曼 | 2019年5月31日 |
| 6    | The Very Last Day of the Rest of Their Lives | 道格拉斯·麥金農 | 尼尔·盖曼 | 2019年5月31日 |

## 外部連結
- 互联网电影数据库（IMDb）上《好預兆》的资料（英文）